# Verrucella rosea
Verrucella rosea is een zachte koraalsoort uit de familie Ellisellidae. De koraalsoort komt uit het geslacht Verrucella. Verrucella rosea werd in 1999 voor het eerst wetenschappelijk beschreven door Grasshoff. 